# Palaeobatrachidae
Palaeobatrachidae — вимерла група жаб. Вони жили, головним чином, від еоцену через пліоцен в Європі, однак деякі скам'янілі відомі з вапняку. Як і трубочки, вони були дуже водяними. Навіть пуголовки добре збереглися як скам'янілість! Їх головастики не мали дзьобів і зубчиків (головастики типу 1). Палеобатрахиди нагадують піпетки в багатьох інших функціях, таких як подовжений кісток пальців і пальців, сильно розширеної ілією (кістки стегна) та подовженими, непрохідними фіброзними зубами. Однак хребці цих жаб виявилися проколістими (артикуляція вогню на передньому кінці), а не опістококулярними (формування задня вогкість), як і в піпетках, а деякі хребці в області стегна були злиті, щоб утворити синсакрим. Відомо, що деякі таксони мають додатковий кістковий елемент у четвертому пальці та п'ятому пальці (Естес та Рейг, 1973). Деякі палеобатрахиди досягли розміру 120 мм довжини вихлопу.
Обговорення філогенетичних відносин
Ford та Cannatella (1993) визначають † Palaeobatrachidae, як правило, використовується: назва вузла для найпоширенішого загального предка † Palaeobatrachus, † Neusibatrachus, † Pliobatrachus, † Albionbatrachus та † Lithobatrachus, а також всі його нащадки. Естес та Рейг (1973) союзників † Palaeobatrachidae до Pipidae, а Cannatella (1985) і Cannatella і de Sá (1993) чітко зазначили синапоморфії, що підтримують ці відносини. Естес та Рейг (1973) виділяють † Палеобатрахида з Pipidae, що мають проколесні хребці (апоморфні), синсакрим (апоморфний) і наявність ментомеклеєвих кісток (плізіоморфних). † Palaeobatrachus occidentalis (Естес та Санчіз, 1982 р.) З Крейдою Північної Америки відома тільки з ілією, тому її включення в † Палеобатрахида є дещо попереднім. Аналогічно, юрсько-крейдовий окам'яє † Neusibatrachus (Seiffert, 1972) є проколінним, але не має синзакрилу та деяких інших ознак, що знаходяться в третинних скам'янілостях.